# Liste der Nummer-eins-Hits in den USA (2023)
Dies ist eine Liste der Nummer-eins-Hits in den USA im Jahr 2023. Die Spitzenreiter der US-Hot-100-Singlecharts und der Top-200-Albumcharts werden vom Magazin Billboard veröffentlicht.

## Singles
| ← 2022 ← | Liste der Nummer-eins-Hits in den USA | Liste der Nummer-eins-Hits in den USA | Liste der Nummer-eins-Hits in den USA | 2024 → |
| \| Zeitraum \| Wo. ges. \| Interpret \| Titel Autor(en) \| Zusätzliche Informationen \| \| (Zeitraum, Wochen auf Platz eins, Interpret, Titel, Autor[en], zusätzliche Informationen) \| \| \| \| \| \| ----------------------------------------------------------------------------------------- \| -------- \| -------------------------------- \| ----------------------------------------------------------------------------------------------------------------------------------------------------------------------- \| --------------------------------------------------------------------------------------------------------------------------------------------------------------------------------------------------------------------------------------------------------------------------------------------------------------------------------------------------------------------------------------------------------------------------------------------------------------------------------------------------------------------------------------------------------------------------------------------------------------------------------------------------------------------------- \| \| 11. Dezember 2022 – 7. Januar 2023 4 Wochen (insgesamt 17) \| 17 \| Mariah Carey \| All I Want for Christmas Is You Walter N. Afanasieff, Mariah Carey \| – \| \| 8. Januar 2023 – 21. Januar 2023 2 Wochen (insgesamt 8) \| 8 \| Taylor Swift \| Anti-Hero Jack Antonoff, Taylor Swift \| – \| \| 22. Januar 2023 – 4. März 2023 6 Wochen (insgesamt 8) \| 8 \| Miley Cyrus \| Flowers Miley Ray Cyrus, Gregory Aldae Hein, Michael Pollack \| Für Miley Cyrus ist es bereits der zweite Nummer-eins-Hit in den US-amerikanischen Charts. \| \| 5. März 2023 – 11. März 2023 1 Woche \| 1 \| The Weeknd feat. Ariana Grande \| Die for You Abel Tesfaye, Martin McKinney, Mejdi Rhars, Dylan Wiggins, Magnus Høiberg, William Thomas Walsh, Henry Walter, Ariana Grande \| Während Die For You in seiner 2016 erschienenen, von The Weeknd als Solotitel eingesungenen Originalversion nur Platz 43 der Billboard Hot 100 erreichte, wurde die Neuaufnahme als Duett sowohl für The Weeknd als auch für Ariana Grande der bereits siebte Nummer-eins-Hit in den USA sowie ihr zweiter gemeinsamer. \| \| 12. März 2023 – 18. März 2023 1 Woche (insgesamt 16) \| 16 \| Morgan Wallen \| Last Night John Byron, Ashley Gorley, Jacob Kasher Hindlin, Ryan Vojtseak \| In seiner fünfzehnten Woche auf Platz eins zog Last Night mit Harry Styles’ As It Was gleich und wurde gemeinsam mit diesem zum sich am längsten an der Spitzenposition befindlichen Lied eines einzelnen Solointerpreten in der Geschichte; in der darauffolgenden Woche konnte der Song den Rekord knacken. Mit 16 Wochen an der Chartspitze ist Last Night zudem in dieser Hinsicht der erfolgreichste Nummer-eins-Hit des Jahres. \| \| 19. März 2023 – 1. April 2023 2 Wochen (insgesamt 8) \| 8 \| Miley Cyrus \| Flowers Miley Ray Cyrus, Gregory Aldae Hein, Michael Pollack \| – \| \| 2. April 2023 – 8. April 2023 1 Woche \| 1 \| Jimin \| Like Crazy Kang Hyo-won, Blvsh, Chris James, Ghstloop, Park Ji-min, Kim Nam-joon, Evan \| Während Jimin als Mitglied der Boygroup BTS bereits sechs Nummer-eins-Hits verzeichnen konnte, handelt es sich hierbei um seinen ersten Spitzenreiter als Solokünstler. In der zweiten Woche fiel das Lied um 44 Positionen auf Rang 45 und stellte damit den Rekord von Taylor Swifts Willow als größten Fall von Platz eins in der Geschichte der Billboard Hot 100 ein. In dieser zweiten Chartwoche fand eine Regeländerung für die Charterhebung statt, sodass multiple Käufe einer Person, etwa von verschiedenen Versionen oder Editionen, nur als ein einzelner Kauf gewertet wurden. Diese trugen zu den hohen Verkaufszahlen der ersten Chartwoche erheblich bei. \| \| 9. April 2023 – 22. April 2023 2 Wochen (insgesamt 16) \| 16 \| Morgan Wallen \| Last Night John Byron, Ashley Gorley, Jacob Kasher Hindlin, Ryan Vojtseak \| – \| \| 23. April 2023 – 29. April 2023 1 Woche \| 1 \| SZA \| Kill Bill Carter Lang, Rob Bisel, Solána Imani Rowe \| Nachdem sich das Lied über acht Wochen auf Platz zwei geschlagen geben musste und vier Monate nach seinem Eintritt in die Top 10 erreicht es im Zuge der Veröffentlichung einer Version mit der Rapperin und Sängerin Doja Cat schließlich Platz eins. \| \| 30. April 2023 – 8. Juli 2023 10 Wochen (insgesamt 16) \| 16 \| Morgan Wallen \| Last Night John Byron, Ashley Gorley, Jacob Kasher Hindlin, Ryan Vojtseak \| – \| \| 9. Juli 2023 – 15. Juli 2023 1 Woche (insgesamt 2) \| 2 \| Olivia Rodrigo \| Vampire Daniel Leonard Nigro, Olivia Rodrigo \| Für Olivia Rodrigo ist es bereits der dritte Nummer-eins-Hit in den US-amerikanischen Charts. \| \| 16. Juli 2023 – 22. Juli 2023 1 Woche (insgesamt 16) \| 16 \| Morgan Wallen \| Last Night John Byron, Ashley Gorley, Jacob Kasher Hindlin, Ryan Vojtseak \| – \| \| 23. Juli 2023 – 29. Juli 2023 1 Woche \| 1 \| Jung Kook feat. Latto \| Seven Henry Russell Walter, Andrew Wotman, Jonathan David Bellion, Alyssa Michelle Stephens, Theron Makiel Thomas \| Während Jung Kook als Mitglied der Boygroup BTS bereits sechs Nummer-eins-Hits verzeichnen konnte, handelt es sich hierbei um seinen ersten Spitzenreiter als Solokünstler, drei Monate nach seinem Bandkollegen Jimin. Latto steht zum ersten Mal an der Spitze der Charts. \| \| 30. Juli 2023 – 5. August 2023 1 Woche \| 1 \| Jason Aldean \| Try That in a Small Town Kelley Lovelace, Neil Thrasher, Tully Kennedy, Kurt Allison \| Mit Last Night von Morgan Wallen auf Platz 2 sowie Fast Car von Luke Combs auf Platz 3 belegen zum ersten Mal in der Geschichte drei Songs des Country-Genres die Spitze der US-amerikanischen Charts. \| \| 6. August 2023 – 19. August 2023 2 Wochen (insgesamt 16) \| 16 \| Morgan Wallen \| Last Night John Byron, Ashley Gorley, Jacob Kasher Hindlin, Ryan Vojtseak \| – \| \| 20. August 2023 – 2. September 2023 2 Wochen \| 2 \| Oliver Anthony \| Rich Men North of Richmond Oliver Anthony \| Oliver Anthony ist der erste Interpret, der mit seiner ersten Chartplatzierung direkt auf Platz eins einsteigt, ohne davor Teil einer in den Charts bereits etablierten Gruppe oder in den genrespezifischen Charts von Billboard erfolgreich gewesen zu sein. \| \| 3. September 2023 – 9. September 2023 1 Woche \| 1 \| Zach Bryan feat. Kacey Musgraves \| I Remember Everything Zach Bryan, Kacey Musgraves \| – \| \| 10. September 2023 – 16. September 2023 1 Woche (insgesamt 3) \| 3 \| Doja Cat \| Paint the Town Red Amala Zandile Dlamini, Isaac Earl Bynum, Jean Baptiste Kouame, Karl Rubin, Ryan Buendia, Burt Bacharach, Hal David \| Für Doja Cat ist es bereits der zweite Nummer-eins-Hit in den USA. \| \| 17. September 2023 – 23. September 2023 1 Woche (insgesamt 2) \| 2 \| Olivia Rodrigo \| Vampire Daniel Leonard Nigro, Olivia Rodrigo \| – \| \| 24. September 2023 – 30. September 2023 1 Woche \| 1 \| Drake feat. SZA \| Slime You Out Aubrey Graham, Solána Rowe, Noah Shebib, Benjamin Saint-Fort, Noel Cadastre, Dalton Tennant, C. Powell, G. Lapointe \| Für Drake ist es bereits der zwölfte Nummer-eins-Hit in den USA. SZA steht zum zweiten Mal an der Spitze der Charts, sowohl im Jahr 2023 als auch insgesamt. \| \| 1. Oktober 2023 – 14. Oktober 2023 2 Wochen (insgesamt 3) \| 3 \| Doja Cat \| Paint the Town Red Amala Zandile Dlamini, Isaac Earl Bynum, Jean Baptiste Kouame, Karl Rubin, Ryan Buendia, Burt Bacharach, Hal David \| – \| \| 15. Oktober 2023 – 21. Oktober 2023 1 Woche \| 1 \| Drake feat. J. Cole \| First Person Shooter Aubrey Graham, Jermaine Cole, Matthew Samuels, Anderson Hernandez, Brytavious Chambers, Michael Mulé, Isaac De Boni, Ozan Yıldırım, Scotty Coleman \| Für Drake ist es bereits der dreizehnte Nummer-eins-Hit in den USA sowie der zweite im Jahr 2023. J. Cole steht zum ersten Mal an der Spitze der Charts. \| \| 22. Oktober 2023 – 4. November 2023 2 Wochen (insgesamt 4) \| 4 \| Taylor Swift \| Cruel Summer Taylor Swift, Jack Antonoff, Annie Clark \| Für Taylor Swift ist es bereits der zehnte Nummer-eins-Hit in den USA. Das Lied stammt ursprünglich aus dem Jahr 2019, wo es Platz 29 erreichte; im Zuge der The Eras Tour erhielt der Titel jedoch einen Popularitätsschub. \| \| 5. November 2023 – 11. November 2023 1 Woche \| 1 \| Taylor Swift \| Is It Over Now? Taylor Alison Swift, Jack Michael Antonoff \| Für Taylor Swift ist es bereits der elfte Nummer-eins-Hits in den USA sowie der dritte im Jahr 2023. \| \| 12. November 2023 – 25. November 2023 2 Wochen (insgesamt 4) \| 4 \| Taylor Swift \| Cruel Summer Taylor Swift, Jack Antonoff, Annie Clark \| – \| \| 26. November 2023 – 2. Dezember 2023 1 Woche (insgesamt 6) \| 6 \| Jack Harlow \| Lovin on Me Jackman Harlow, Ozan Yildirim, Sean Momberger, Nik Frascona, Nickie Jon Pabón, Delbert M Greer, Reginald Nelton \| Für Jack Harlow ist es bereits der dritte Nummer-eins-Hit in den USA. \| \| 3. Dezember 2023 – 16. Dezember 2023 2 Wochen (insgesamt 3) \| 3 \| Brenda Lee \| Rockin’ Around the Christmas Tree Johnny Marks \| Für Brenda Lee ist es bereits der dritte Nummer-eins-Hit in den USA. Mit 65 Jahren handelt es sich um die längste Zeitspanne von der Erstveröffentlichung bis zur Nummer-eins-Platzierung in der Geschichte der Charts. \| \| 17. Dezember 2023 – 30. Dezember 2023 2 Wochen (insgesamt 17) \| 17 \| Mariah Carey \| All I Want for Christmas Is You Walter N. Afanasieff, Mariah Carey \| – \| \| 31. Dezember 2023 – 6. Januar 2024 1 Woche (insgesamt 3) \| 3 \| Brenda Lee \| Rockin’ Around the Christmas Tree Johnny Marks \| – \| |                                       |                                       | | |
| ← 2022 |                                       |                                       | | → 2024 → |
| Zeitraum | Wo. ges.                              | Interpret                             | Titel Autor(en) | Zusätzliche Informationen |
| (Zeitraum, Wochen auf Platz eins, Interpret, Titel, Autor[en], zusätzliche Informationen) |                                       |                                       | | |
| 11. Dezember 2022 – 7. Januar 2023 4 Wochen (insgesamt 17) | 17                                    | Mariah Carey                          | All I Want for Christmas Is You Walter N. Afanasieff, Mariah Carey | – |
| 8. Januar 2023 – 21. Januar 2023 2 Wochen (insgesamt 8) | 8                                     | Taylor Swift                          | Anti-Hero Jack Antonoff, Taylor Swift | – |
| 22. Januar 2023 – 4. März 2023 6 Wochen (insgesamt 8) | 8                                     | Miley Cyrus                           | Flowers Miley Ray Cyrus, Gregory Aldae Hein, Michael Pollack | Für Miley Cyrus ist es bereits der zweite Nummer-eins-Hit in den US-amerikanischen Charts. |
| 5. März 2023 – 11. März 2023 1 Woche | 1                                     | The Weeknd feat. Ariana Grande        | Die for You Abel Tesfaye, Martin McKinney, Mejdi Rhars, Dylan Wiggins, Magnus Høiberg, William Thomas Walsh, Henry Walter, Ariana Grande                                | Während Die For You in seiner 2016 erschienenen, von The Weeknd als Solotitel eingesungenen Originalversion nur Platz 43 der Billboard Hot 100 erreichte, wurde die Neuaufnahme als Duett sowohl für The Weeknd als auch für Ariana Grande der bereits siebte Nummer-eins-Hit in den USA sowie ihr zweiter gemeinsamer. |
| 12. März 2023 – 18. März 2023 1 Woche (insgesamt 16) | 16                                    | Morgan Wallen                         | Last Night John Byron, Ashley Gorley, Jacob Kasher Hindlin, Ryan Vojtseak                                                                                               | In seiner fünfzehnten Woche auf Platz eins zog Last Night mit Harry Styles’ As It Was gleich und wurde gemeinsam mit diesem zum sich am längsten an der Spitzenposition befindlichen Lied eines einzelnen Solointerpreten in der Geschichte; in der darauffolgenden Woche konnte der Song den Rekord knacken. Mit 16 Wochen an der Chartspitze ist Last Night zudem in dieser Hinsicht der erfolgreichste Nummer-eins-Hit des Jahres. |
| 19. März 2023 – 1. April 2023 2 Wochen (insgesamt 8) | 8                                     | Miley Cyrus                           | Flowers Miley Ray Cyrus, Gregory Aldae Hein, Michael Pollack | – |
| 2. April 2023 – 8. April 2023 1 Woche | 1                                     | Jimin                                 | Like Crazy Kang Hyo-won, Blvsh, Chris James, Ghstloop, Park Ji-min, Kim Nam-joon, Evan                                                                                  | Während Jimin als Mitglied der Boygroup BTS bereits sechs Nummer-eins-Hits verzeichnen konnte, handelt es sich hierbei um seinen ersten Spitzenreiter als Solokünstler. In der zweiten Woche fiel das Lied um 44 Positionen auf Rang 45 und stellte damit den Rekord von Taylor Swifts Willow als größten Fall von Platz eins in der Geschichte der Billboard Hot 100 ein. In dieser zweiten Chartwoche fand eine Regeländerung für die Charterhebung statt, sodass multiple Käufe einer Person, etwa von verschiedenen Versionen oder Editionen, nur als ein einzelner Kauf gewertet wurden. Diese trugen zu den hohen Verkaufszahlen der ersten Chartwoche erheblich bei. |
| 9. April 2023 – 22. April 2023 2 Wochen (insgesamt 16) | 16                                    | Morgan Wallen                         | Last Night John Byron, Ashley Gorley, Jacob Kasher Hindlin, Ryan Vojtseak                                                                                               | – |
| 23. April 2023 – 29. April 2023 1 Woche | 1                                     | SZA                                   | Kill Bill Carter Lang, Rob Bisel, Solána Imani Rowe | Nachdem sich das Lied über acht Wochen auf Platz zwei geschlagen geben musste und vier Monate nach seinem Eintritt in die Top 10 erreicht es im Zuge der Veröffentlichung einer Version mit der Rapperin und Sängerin Doja Cat schließlich Platz eins. |
| 30. April 2023 – 8. Juli 2023 10 Wochen (insgesamt 16) | 16                                    | Morgan Wallen                         | Last Night John Byron, Ashley Gorley, Jacob Kasher Hindlin, Ryan Vojtseak                                                                                               | – |
| 9. Juli 2023 – 15. Juli 2023 1 Woche (insgesamt 2) | 2                                     | Olivia Rodrigo                        | Vampire Daniel Leonard Nigro, Olivia Rodrigo | Für Olivia Rodrigo ist es bereits der dritte Nummer-eins-Hit in den US-amerikanischen Charts. |
| 16. Juli 2023 – 22. Juli 2023 1 Woche (insgesamt 16) | 16                                    | Morgan Wallen                         | Last Night John Byron, Ashley Gorley, Jacob Kasher Hindlin, Ryan Vojtseak                                                                                               | – |
| 23. Juli 2023 – 29. Juli 2023 1 Woche | 1                                     | Jung Kook feat. Latto                 | Seven Henry Russell Walter, Andrew Wotman, Jonathan David Bellion, Alyssa Michelle Stephens, Theron Makiel Thomas                                                       | Während Jung Kook als Mitglied der Boygroup BTS bereits sechs Nummer-eins-Hits verzeichnen konnte, handelt es sich hierbei um seinen ersten Spitzenreiter als Solokünstler, drei Monate nach seinem Bandkollegen Jimin. Latto steht zum ersten Mal an der Spitze der Charts. |
| 30. Juli 2023 – 5. August 2023 1 Woche | 1                                     | Jason Aldean                          | Try That in a Small Town Kelley Lovelace, Neil Thrasher, Tully Kennedy, Kurt Allison                                                                                    | Mit Last Night von Morgan Wallen auf Platz 2 sowie Fast Car von Luke Combs auf Platz 3 belegen zum ersten Mal in der Geschichte drei Songs des Country-Genres die Spitze der US-amerikanischen Charts. |
| 6. August 2023 – 19. August 2023 2 Wochen (insgesamt 16) | 16                                    | Morgan Wallen                         | Last Night John Byron, Ashley Gorley, Jacob Kasher Hindlin, Ryan Vojtseak                                                                                               | – |
| 20. August 2023 – 2. September 2023 2 Wochen | 2                                     | Oliver Anthony                        | Rich Men North of Richmond Oliver Anthony | Oliver Anthony ist der erste Interpret, der mit seiner ersten Chartplatzierung direkt auf Platz eins einsteigt, ohne davor Teil einer in den Charts bereits etablierten Gruppe oder in den genrespezifischen Charts von Billboard erfolgreich gewesen zu sein. |
| 3. September 2023 – 9. September 2023 1 Woche | 1                                     | Zach Bryan feat. Kacey Musgraves      | I Remember Everything Zach Bryan, Kacey Musgraves | – |
| 10. September 2023 – 16. September 2023 1 Woche (insgesamt 3) | 3                                     | Doja Cat                              | Paint the Town Red Amala Zandile Dlamini, Isaac Earl Bynum, Jean Baptiste Kouame, Karl Rubin, Ryan Buendia, Burt Bacharach, Hal David                                   | Für Doja Cat ist es bereits der zweite Nummer-eins-Hit in den USA. |
| 17. September 2023 – 23. September 2023 1 Woche (insgesamt 2) | 2                                     | Olivia Rodrigo                        | Vampire Daniel Leonard Nigro, Olivia Rodrigo | – |
| 24. September 2023 – 30. September 2023 1 Woche | 1                                     | Drake feat. SZA                       | Slime You Out Aubrey Graham, Solána Rowe, Noah Shebib, Benjamin Saint-Fort, Noel Cadastre, Dalton Tennant, C. Powell, G. Lapointe                                       | Für Drake ist es bereits der zwölfte Nummer-eins-Hit in den USA. SZA steht zum zweiten Mal an der Spitze der Charts, sowohl im Jahr 2023 als auch insgesamt. |
| 1. Oktober 2023 – 14. Oktober 2023 2 Wochen (insgesamt 3) | 3                                     | Doja Cat                              | Paint the Town Red Amala Zandile Dlamini, Isaac Earl Bynum, Jean Baptiste Kouame, Karl Rubin, Ryan Buendia, Burt Bacharach, Hal David                                   | – |
| 15. Oktober 2023 – 21. Oktober 2023 1 Woche | 1                                     | Drake feat. J. Cole                   | First Person Shooter Aubrey Graham, Jermaine Cole, Matthew Samuels, Anderson Hernandez, Brytavious Chambers, Michael Mulé, Isaac De Boni, Ozan Yıldırım, Scotty Coleman | Für Drake ist es bereits der dreizehnte Nummer-eins-Hit in den USA sowie der zweite im Jahr 2023. J. Cole steht zum ersten Mal an der Spitze der Charts. |
| 22. Oktober 2023 – 4. November 2023 2 Wochen (insgesamt 4) | 4                                     | Taylor Swift                          | Cruel Summer Taylor Swift, Jack Antonoff, Annie Clark | Für Taylor Swift ist es bereits der zehnte Nummer-eins-Hit in den USA. Das Lied stammt ursprünglich aus dem Jahr 2019, wo es Platz 29 erreichte; im Zuge der The Eras Tour erhielt der Titel jedoch einen Popularitätsschub. |
| 5. November 2023 – 11. November 2023 1 Woche | 1                                     | Taylor Swift                          | Is It Over Now? Taylor Alison Swift, Jack Michael Antonoff | Für Taylor Swift ist es bereits der elfte Nummer-eins-Hits in den USA sowie der dritte im Jahr 2023. |
| 12. November 2023 – 25. November 2023 2 Wochen (insgesamt 4) | 4                                     | Taylor Swift                          | Cruel Summer Taylor Swift, Jack Antonoff, Annie Clark | – |
| 26. November 2023 – 2. Dezember 2023 1 Woche (insgesamt 6) | 6                                     | Jack Harlow                           | Lovin on Me Jackman Harlow, Ozan Yildirim, Sean Momberger, Nik Frascona, Nickie Jon Pabón, Delbert M Greer, Reginald Nelton                                             | Für Jack Harlow ist es bereits der dritte Nummer-eins-Hit in den USA. |
| 3. Dezember 2023 – 16. Dezember 2023 2 Wochen (insgesamt 3) | 3                                     | Brenda Lee                            | Rockin’ Around the Christmas Tree Johnny Marks | Für Brenda Lee ist es bereits der dritte Nummer-eins-Hit in den USA. Mit 65 Jahren handelt es sich um die längste Zeitspanne von der Erstveröffentlichung bis zur Nummer-eins-Platzierung in der Geschichte der Charts. |
| 17. Dezember 2023 – 30. Dezember 2023 2 Wochen (insgesamt 17) | 17                                    | Mariah Carey                          | All I Want for Christmas Is You Walter N. Afanasieff, Mariah Carey | – |
| 31. Dezember 2023 – 6. Januar 2024 1 Woche (insgesamt 3) | 3                                     | Brenda Lee                            | Rockin’ Around the Christmas Tree Johnny Marks | – |

## Alben
| ← 2022 ← | Liste der Nummer-eins-Alben in den USA | Liste der Nummer-eins-Alben in den USA | Liste der Nummer-eins-Alben in den USA | 2024 → |
| \| Zeitraum \| Wo. ges. \| Interpret \| Titel \| Zusätzliche Informationen \| \| (Zeitraum, Wochen auf Platz eins, Interpret, Titel, zusätzliche Informationen) \| \| \| \| \| \| ------------------------------------------------------------------------------ \| -------- \| ------------------- \| ----------------------------------- \| ------------------------------------------------------------------------------------------------------------------------------------------- \| \| 18. Dezember 2022 – 4. Februar 2023 7 Wochen (insgesamt 13) \| 13 \| SZA \| SOS \| – \| \| 5. Februar 2023 – 11. Februar 2023 1 Woche \| 1 \| Tomorrow X Together \| The Name Chapter: Temptation \| – \| \| 12. Februar 2023 – 4. März 2023 3 Wochen (insgesamt 13) \| 13 \| SZA \| SOS \| – \| \| 5. März 2023 – 11. März 2023 1 Woche \| 1 \| Karol G \| Mañana será bonito \| – \| \| 12. März 2023 – 3. Juni 2023 12 Wochen (insgesamt 19) \| 19 \| Morgan Wallen \| One Thing at a Time \| – \| \| 4. Juni 2023 – 10. Juni 2023 1 Woche (insgesamt 6) \| 6 \| Taylor Swift \| Midnights \| – \| \| 11. Juni 2023 – 17. Juni 2023 1 Woche \| 1 \| Stray Kids \| 5-Star \| – \| \| 18. Juni 2023 – 8. Juli 2023 3 Wochen (insgesamt 19) \| 19 \| Morgan Wallen \| One Thing at a Time \| – \| \| 9. Juli 2023 – 15. Juli 2023 1 Woche \| 1 \| Lil Uzi Vert \| Pink Tape \| – \| \| 16. Juli 2023 – 29. Juli 2023 2 Wochen \| 2 \| Taylor Swift \| Speak Now (Taylor’s Version) \| Mit ihrem zwölften Nummer-eins-Album überholt Taylor Swift Barbra Streisand als die Frau mit den meisten Spitzenreitern in den Albumcharts. \| \| 30. Juli 2023 – 5. August 2023 1 Woche \| 1 \| NewJeans \| Get Up \| – \| \| 6. August 2023 – 2. September 2023 4 Wochen \| 4 \| Travis Scott \| Utopia \| – \| \| 3. September 2023 – 16. September 2023 2 Wochen \| 2 \| Zach Bryan \| Zach Bryan \| – \| \| 17. September 2023 – 23. September 2023 1 Woche \| 1 \| Olivia Rodrigo \| Guts \| – \| \| 24. September 2023 – 7. Oktober 2023 2 Wochen \| 2 \| Rod Wave \| Nostalgia \| – \| \| 8. Oktober 2023 – 14. Oktober 2023 1 Woche (insgesamt 19) \| 19 \| Morgan Wallen \| One Thing at a Time \| – \| \| 15. Oktober 2023 – 21. Oktober 2023 1 Woche (insgesamt 2) \| 2 \| Drake \| For All the Dogs \| – \| \| 22. Oktober 2023 – 28. Oktober 2023 1 Woche \| 1 \| Bad Bunny \| Nadie sabe lo que va a pasar mañana \| – \| \| 29. Oktober 2023 – 4. November 2023 1 Woche \| 1 \| Blink-182 \| One More Time… \| – \| \| 5. November 2023 – 18. November 2023 2 Wochen (insgesamt 6) \| 6 \| Taylor Swift \| 1989 (Taylor’s Version) \| – \| \| 19. November 2023 – 25. November 2023 1 Woche \| 1 \| Stray Kids \| Rock-Star \| – \| \| 26. November 2023 – 2. Dezember 2023 1 Woche (insgesamt 2) \| 2 \| Drake \| For All the Dogs \| – \| \| 3. Dezember 2023 – 9. Dezember 2023 1 Woche (insgesamt 6) \| 6 \| Taylor Swift \| 1989 (Taylor’s Version) \| – \| \| 10. Dezember 2023 – 16. Dezember 2023 1 Woche \| 1 \| Ateez \| The World EP.Fin: Will \| – \| \| 17. Dezember 2023 – 23. Dezember 2023 1 Woche \| 1 \| Nicki Minaj \| Pink Friday 2 \| – \| \| 24. Dezember 2023 – 13. Januar 2024 3 Wochen (insgesamt 6) \| 6 \| Taylor Swift \| 1989 (Taylor’s Version) \| – \| |                                        |                                        |                                        | |
| ← 2022 |                                        |                                        |                                        | → 2024 → |
| Zeitraum | Wo. ges.                               | Interpret                              | Titel                                  | Zusätzliche Informationen |
| (Zeitraum, Wochen auf Platz eins, Interpret, Titel, zusätzliche Informationen) |                                        |                                        |                                        | |
| 18. Dezember 2022 – 4. Februar 2023 7 Wochen (insgesamt 13) | 13                                     | SZA                                    | SOS                                    | – |
| 5. Februar 2023 – 11. Februar 2023 1 Woche | 1                                      | Tomorrow X Together                    | The Name Chapter: Temptation           | – |
| 12. Februar 2023 – 4. März 2023 3 Wochen (insgesamt 13) | 13                                     | SZA                                    | SOS                                    | – |
| 5. März 2023 – 11. März 2023 1 Woche | 1                                      | Karol G                                | Mañana será bonito                     | – |
| 12. März 2023 – 3. Juni 2023 12 Wochen (insgesamt 19) | 19                                     | Morgan Wallen                          | One Thing at a Time                    | – |
| 4. Juni 2023 – 10. Juni 2023 1 Woche (insgesamt 6) | 6                                      | Taylor Swift                           | Midnights                              | – |
| 11. Juni 2023 – 17. Juni 2023 1 Woche | 1                                      | Stray Kids                             | 5-Star                                 | – |
| 18. Juni 2023 – 8. Juli 2023 3 Wochen (insgesamt 19) | 19                                     | Morgan Wallen                          | One Thing at a Time                    | – |
| 9. Juli 2023 – 15. Juli 2023 1 Woche | 1                                      | Lil Uzi Vert                           | Pink Tape                              | – |
| 16. Juli 2023 – 29. Juli 2023 2 Wochen | 2                                      | Taylor Swift                           | Speak Now (Taylor’s Version)           | Mit ihrem zwölften Nummer-eins-Album überholt Taylor Swift Barbra Streisand als die Frau mit den meisten Spitzenreitern in den Albumcharts. |
| 30. Juli 2023 – 5. August 2023 1 Woche | 1                                      | NewJeans                               | Get Up                                 | – |
| 6. August 2023 – 2. September 2023 4 Wochen | 4                                      | Travis Scott                           | Utopia                                 | – |
| 3. September 2023 – 16. September 2023 2 Wochen | 2                                      | Zach Bryan                             | Zach Bryan                             | – |
| 17. September 2023 – 23. September 2023 1 Woche | 1                                      | Olivia Rodrigo                         | Guts                                   | – |
| 24. September 2023 – 7. Oktober 2023 2 Wochen | 2                                      | Rod Wave                               | Nostalgia                              | – |
| 8. Oktober 2023 – 14. Oktober 2023 1 Woche (insgesamt 19) | 19                                     | Morgan Wallen                          | One Thing at a Time                    | – |
| 15. Oktober 2023 – 21. Oktober 2023 1 Woche (insgesamt 2) | 2                                      | Drake                                  | For All the Dogs                       | – |
| 22. Oktober 2023 – 28. Oktober 2023 1 Woche | 1                                      | Bad Bunny                              | Nadie sabe lo que va a pasar mañana    | – |
| 29. Oktober 2023 – 4. November 2023 1 Woche | 1                                      | Blink-182                              | One More Time…                         | – |
| 5. November 2023 – 18. November 2023 2 Wochen (insgesamt 6) | 6                                      | Taylor Swift                           | 1989 (Taylor’s Version)                | – |
| 19. November 2023 – 25. November 2023 1 Woche | 1                                      | Stray Kids                             | Rock-Star                              | – |
| 26. November 2023 – 2. Dezember 2023 1 Woche (insgesamt 2) | 2                                      | Drake                                  | For All the Dogs                       | – |
| 3. Dezember 2023 – 9. Dezember 2023 1 Woche (insgesamt 6) | 6                                      | Taylor Swift                           | 1989 (Taylor’s Version)                | – |
| 10. Dezember 2023 – 16. Dezember 2023 1 Woche | 1                                      | Ateez                                  | The World EP.Fin: Will                 | – |
| 17. Dezember 2023 – 23. Dezember 2023 1 Woche | 1                                      | Nicki Minaj                            | Pink Friday 2                          | – |
| 24. Dezember 2023 – 13. Januar 2024 3 Wochen (insgesamt 6) | 6                                      | Taylor Swift                           | 1989 (Taylor’s Version)                | – |

## Jahreshitparaden
| ← 2022 ← | Liste der Nummer-eins-Hits in den USA | Liste der Nummer-eins-Hits in den USA     | Liste der Nummer-eins-Hits in den USA | 2024 →   |
| \| Singles \| Position# \| Alben \| \| -------------------------------------------------------------------------------------------------------------------------------------------------------------------------------------------------------------------------------------------------------------------------- \| --------- \| ----------------------------------------- \| \| Last Night Morgan Wallen John Byron, Ashley Gorley, Jacob Kasher Hindlin, Ryan Vojtseak \| 1 \| One Thing at a Time Morgan Wallen \| \| Flowers Miley Cyrus Miley Ray Cyrus, Gregory Aldae Hein, Michael Pollack \| 2 \| Midnights Taylor Swift \| \| Kill Bill SZA Carter Lang, Rob Bisel, Solána Imani Rowe \| 3 \| SOS SZA \| \| Anti-Hero Taylor Swift Jack Antonoff, Taylor Alison Swift \| 4 \| Her Loss Drake & 21 Savage \| \| Creepin’ Metro Boomin, The Weeknd & 21 Savage Leland Wayne, Abel Tesfaye, Shéyaa Abraham-Joseph, Jason Quenneville, Peter Lee Johnson, Johan Lenox, Mario Winans, Eithne Ní Bhraonáin, Erick Sermon, Parrish Smith, Chauncey Hawkins, Michael Jones, Nicky Ryan, Roma Ryan \| 5 \| Dangerous: The Double Album Morgan Wallen \| \| Calm Down Rema & Selena Gomez Divine Ikubor, Andre Vibez, Michael Hunter, Selena Gomez, Amanda Ibanez, Alexandre Uwaifo \| 6 \| Heroes & Villains Metro Boomin \| \| Die for You The Weeknd feat. Ariana Grande Abel Tesfaye, Martin McKinney, Mejdi Rhars, Dylan Wiggins, Magnus Høiberg, William Thomas Walsh, Henry Walter, Ariana Grande \| 7 \| Un verano sin ti Bad Bunny \| \| Fast Car Luke Combs Tracy Chapman \| 8 \| American Heartbreak Zach Bryan \| \| Snooze SZA Solána Rowe, Kenny B. Edmonds, Khris Riddick-Tynes, Leon Thomas III, Blair Ferguson \| 9 \| Lover Taylor Swift \| \| I’m Good (Blue) David Guetta & Bebe Rexha Bleta Rexha, Pierre David Guetta, Camille Angelina Purcell, Massimo Gabutti, Maurizio Lobina, Gianfranco Randone, Philip John Plested \| 10 \| Utopia Travis Scott \| |                                       |                                           |                                       |          |
| ← 2022 |                                       |                                           |                                       | → 2024 → |
| Singles | Position#                             | Alben                                     |                                       |          |
| Last Night Morgan Wallen John Byron, Ashley Gorley, Jacob Kasher Hindlin, Ryan Vojtseak | 1                                     | One Thing at a Time Morgan Wallen         |                                       |          |
| Flowers Miley Cyrus Miley Ray Cyrus, Gregory Aldae Hein, Michael Pollack | 2                                     | Midnights Taylor Swift                    |                                       |          |
| Kill Bill SZA Carter Lang, Rob Bisel, Solána Imani Rowe | 3                                     | SOS SZA                                   |                                       |          |
| Anti-Hero Taylor Swift Jack Antonoff, Taylor Alison Swift | 4                                     | Her Loss Drake & 21 Savage                |                                       |          |
| Creepin’ Metro Boomin, The Weeknd & 21 Savage Leland Wayne, Abel Tesfaye, Shéyaa Abraham-Joseph, Jason Quenneville, Peter Lee Johnson, Johan Lenox, Mario Winans, Eithne Ní Bhraonáin, Erick Sermon, Parrish Smith, Chauncey Hawkins, Michael Jones, Nicky Ryan, Roma Ryan | 5                                     | Dangerous: The Double Album Morgan Wallen |                                       |          |
| Calm Down Rema & Selena Gomez Divine Ikubor, Andre Vibez, Michael Hunter, Selena Gomez, Amanda Ibanez, Alexandre Uwaifo | 6                                     | Heroes & Villains Metro Boomin            |                                       |          |
| Die for You The Weeknd feat. Ariana Grande Abel Tesfaye, Martin McKinney, Mejdi Rhars, Dylan Wiggins, Magnus Høiberg, William Thomas Walsh, Henry Walter, Ariana Grande | 7                                     | Un verano sin ti Bad Bunny                |                                       |          |
| Fast Car Luke Combs Tracy Chapman | 8                                     | American Heartbreak Zach Bryan            |                                       |          |
| Snooze SZA Solána Rowe, Kenny B. Edmonds, Khris Riddick-Tynes, Leon Thomas III, Blair Ferguson | 9                                     | Lover Taylor Swift                        |                                       |          |
| I’m Good (Blue) David Guetta & Bebe Rexha Bleta Rexha, Pierre David Guetta, Camille Angelina Purcell, Massimo Gabutti, Maurizio Lobina, Gianfranco Randone, Philip John Plested | 10                                    | Utopia Travis Scott                       |                                       |          |